# Юров, Сергей Геннадиевич
Серге́й Генна́диевич Ю́ров (род. 19 октября 1983, Юбилейный, Московская область) — российский политический и общественный деятель, член политической партии «Единая Россия». С 2014 по 2017 год — глава городского округа Реутов, с 2017 года — глава городского округа Балашиха.

## Биография
Родился 19 октября 1983 года в посёлке Болшево-1 Московской области.
Свою трудовую деятельность начал в 2003 году в должности специалиста I категории отдела информационно-аналитической работы Администрации города Реутов.
В 2004 году стал ведущим специалистом информационно-аналитического отдела, а в 2006 году был назначен на должность заместителя начальника организационно-контрольного управления — начальника отдела по обеспечению деятельности главы города Администрации города Реутов.
В 2006 году окончил Московский государственный технический университет им. Н. Э. Баумана по специальности «Ракетостроение». В 2009 году стал заместителем начальника управления делами Администрации города Реутов.
В 2010 году получил диплом о втором высшем образовании в Московском государственном университете им. М. В. Ломоносова, специальность «Государственное и муниципальное управление». В этом же году стал первым заместителем Руководителя Администрации города Реутов.
3 августа 2014 года одержал победу на досрочных выборах главы города Реутов, набрав 88,77 % голосов избирателей.
C 2016 года — первый заместитель секретаря Московского областного регионального отделения партии «Единая Россия».
С 2017 года — член генерального совета партии «Единая Россия».
С 4 июля 2017 года — и. о. Главы городского округа Балашиха.
В августе 2017 года избран Советом депутатов Балашихи главой городского округа.
Является членом Совета муниципальных образований Московской области.
Женат. Воспитывает двоих сыновей.

### Награды
- Присвоено звание «Лучший муниципальный служащий Московской области» (2008)
- Почётная грамота Министерства информационных технологий и связи Правительства Московской области (2011)
- Почетный знак Московской областной Думы «За вклад в развитие законодательства» (2012)
- Благодарность Губернатора Московской области (2012)
- Почётный знак Московской областной Думы «За вклад в развитие законодательства» (2016)
- Знак «За заслуги перед Московской областью» III степени (2020)
- Благодарственное письмо Президента РФ (2024)[4]